# 멧돼지 (래퍼)
멧돼지는 대한민국의 가수다. 2019년 EP 《멧돼지 왼발톱 [Mixtape]》으로 데뷔했다.

## 방송
- 드랍더비트 (2022) - Top48(24위)

## 음반
- 멧돼지 왼발톱 [Mixtape] (2019)
- Who's The Gang (2020)
- ma roof (2020)
- 신창원 (2021)
- FTP (2021)
- Oh My Geez (2021)
- 나무 (feat. Xtrasized) (2021)
- Never No Snitch (feat. 권기백) (2021)

## 피처링
- 정상수 - 반말하지 마라 (2022)